# 加拿大司法部
加拿大司法部是加拿大聯邦政府部門之一，負責確保司法制度的平等、便捷及有效。幾乎所有聯邦政府的律師都屬於司法部，由司法部派遣至各部門機構處理法律事務。
區域辦公室有蒙特婁（1965年）、多倫多（1966年）、溫哥華（1967年）、溫尼伯（1969年）和哈利法克斯，另外還有愛民頓、薩克屯、西北地區和努納武特的伊魁特。
司法部目前有5,000名員工，將近一半是律師，分散在全國各地的辦事處。
現任司法部長暨檢察總長為Arif Virani。

## 歷史

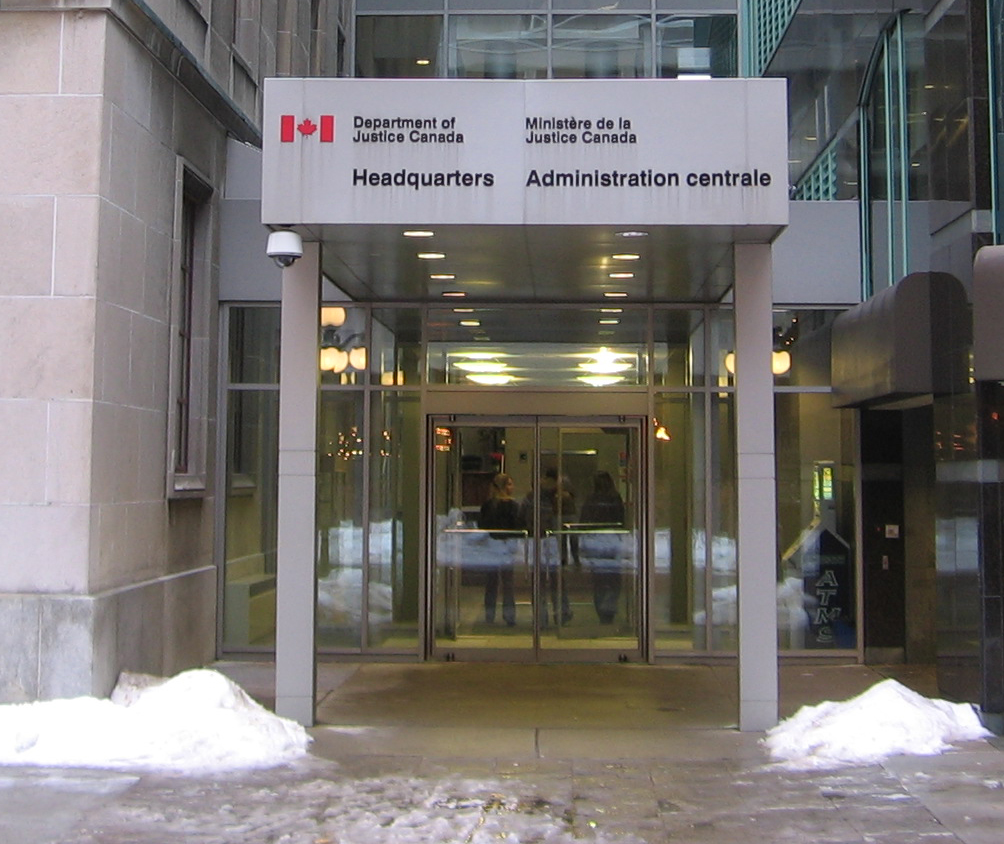
司法部

一開始，加拿大擁有兩個官方法律部門，一個屬於加拿大西部（現安大略），另一個屬於加拿大東部（現魁北克）。聯邦成立後，加拿大西部法律部門變為司法部，向當時的司法部長暨檢察總長，也是新任總理約翰·亞歷山大·麥當勞報告。而加拿大東部法律部門則隨著前任檢察總長George-Étienne Cartier改制為民兵部（Department of Militia）。
1868年5月，議會通過《司法部法令》（Department of Justice Act ），司法部正式生效。該法正式承認已存在的非正式架構，還規定了司法部長與檢察總長的角色區別：部長是官方具有黨籍的政治顧問，而檢察總長提供法律服務。
新成立的司法部只有七位人員：包括副部長休威特·伯納德（Hewitt Bernard）在內的兩名大律師、一名職員兼速記員（麥當勞私人秘書）、一名文書員、一名麥當勞招收的職員和兩名送信員。
司法部的法律部門長時間都維持著小規模的編制。在1939年，司法部只聘用了7名律師。部內第一位女律師Henrietta Bourque在1939年進入部內，但司法部依然是以男性為主。1939年至1964年，這25年間只有5位女律師進入司法部服務。
雖然《司法部法令》給予司法部權責處理所有政府訴訟，但許多政府部門仍聘請律師來提供法律諮詢。1962年，這些律師被編入同一法律服務處。雖然許多律師依然與其他部門的法律單位密切工作，但都被視為是司法部的職員。

## 外部連結
- 加拿大司法部（页面存档备份，存于）
- 加拿大司法審查委員會（页面存档备份，存于）